# Beňadiková
Beňadiková (in ungherese Benedekfalu) è un comune della Slovacchia facente parte del distretto di Liptovský Mikuláš, nella regione di Žilina.